# Cinema de Luxemburg
El cinema de Luxemburg és una indústria força petita a Luxemburg, però això no és sorprenent, ja que el Gran Ducat té una població de solament al voltant de 500.000 persones. Tanmateix, moltes pel·lícules s'han fet al país, tant per cineastes natius com per directors d'altres països.
L'any 1993, Dammentour per Paul Scheuer (AFO-Productions) i Hochzäitsnuecht (Paul Cruchten) van guanyar premis al Festival Max Ophüls a Saarbrücken.

## Llista de pel·lícules natives fetes a Luxemburg
- L'amour, oui! mais... (1970) de Philippe Schneider
- Wat huet e gesot? (1981) de Paul Scheuer, Georges Fautsch i Maisy Hausemer
- When the Music's Over (1981) d'Andy Bausch (8 mm)
- E Fall fir sech (1984) de Menn Bodson i Marc Olinger amb Josiane Peiffer i René Pütz
- Congé fir e Mord (1983) de Paul Scheuer amb Josiane Peiffer i Paul Scheuer
- Déi zwéi vum Bierg (1985) de Menn Bodson, Gast Rollinger i Marc Olinger amb Fernand Fox
- Gwyncilla, Legend of Dark Ages (1986) d'Andy Bausch amb Géraldine Karier i Thierry Van Werveke
- Die Reise das Land (1986) de Paul Kieffer i Fränk Hoffmann amb Mathias Kniesbeck i André Jung
- Troublemaker (1988) d'Andy Bausch amb Thierry Van Werveke i Jochen Senf
- De falschen Hond (1989) de Menn Bodson, Gast Rollinger i Marc Olinger amb André Jung
- Mumm Sweet Mumm (1989) de Paul Scheuer, Georges Fautsch i Maisy Hausemer amb Josiane Peiffer
- A Wopbopaloobop A Lopbamboom (1989) d'Andy Bausch amb Désirée Nosbusch, Sabine Berg i Thierry Van Werveke
- Schacko Klak (1990) de Paul Kieffer i Fränk Hoffmann amb André Jung, Paul Greisch i Myriam Muller
- Hochzäitsnuecht (1992) de Pol Cruchten amb Myriam Muller i Thierry Van Werveke
- Dammentour (1992) de Paul Scheuer, Georges Fautsch i Maisy Hausemer amb Josiane Peiffer i Germain Wagner
- Three Shake-a-leg-steps to Heaven (1993) d'Andy Bausch amb Thierry Van Werveke, Udo Kier, Eddie Constantine i Désirée Nosbusch
- Back in Trouble (1997) d'Andy Bausch amb Thierry Van Werveke i Moritz Bleibtreu
- Elles (1997) de Luis Galvão Teles amb Miou-Miou, Marthe Keller i Marisa Berenson
- Le Club des chômeurs (2001) d'Andy Bausch amb Thierry Van Werveke, André Jung i Myriam Muller
- Rendolepsis (2003) de Marc Barnig
- La revanche (2004) d'Andy Bausch amb Thierry Van Werveke, André Jung i Sascha Ley
- Renart le renard (2005) de Thierry Schiel
- Zombie Film (2005) de Patrick Ernzer i Mike Tereba
- Nondidjeft (2005) de Max Mertens i Pitt Mertens
- Perl oder Pica (2006) de Pol Cruchten
- E Liewe laang (?)
- Who's Quentin? (2006) de Sacha Bachim
- So mol honnert (2006) de Max Mertens i Pitt Mertens
- Reste Bien, Mec! (2009) d'Adolf El Assal
- Die Schatzritter und das Geheimnis von Melusina (2012) de Laura Schroeder
- Heemwéi (Homesick) (2014) de Sacha Bachim

## Llista de curtmetratges
- Les danseurs d'Echternach (1947) d'Evy Friedrich
- Stefan (1982) d'Andy Bausch
- Lupowitz (1982) d'Andy Bausch
- Die letzte Nacht (1983) d'Andy Bausch
- Cocaïne Cowboys (1983) d'Andy Bausch
- One-Reel Picture Show (1983) d'Andy Bausch
- Van Drosselstein (1984) d'Andy Bausch
- ... der Däiwel (1984) d'Andy Bausch
- d'sandauer (1993) de Christian Delcourt
- Sniper (1994) de Pol Cruchten
- La Cour des Miracles (1998) de Micaele Chiocci i Patrick Védie
- Verrouillage central (2001) de Geneviève Mersch amb Serge Larivière (11 min.)
- Un combat (2002) de Christophe Wagner
- W (2003) de Luc Feit amb Boris Bertholet i Marja-Leena Juncker
- Something About Pizza (2005) d'Olivier Koos (7 min.)
- The Plot Spoiler (2005) de Jeff Desom (45 min.)

## Llista de documentals del Gran Ducat de Luxemburg
- 800 Joer Buurg Clierf (1981) de Marc Thoma
- KlibberKleeschenSchueberMaischenAllerHerrgottsNationalSprangKirmes (198) de Paul Scheuer, Georges Fautsch i Maisy Hausemer
- Stol (1998) de Claude Lahr
- Histoire(s) de jeunesse(s) (2001) d'Anne Schroeder
- Les Luxembourgeois dans le Tour de France (2002) de Paul Kieffer
- L'homme au cigare (2003) d'Andy Bausch
- Heim ins Reich (2004) de Claude Lahr[1]